# Julia Schwanholz
Julia Schwanholz (* 1980) ist eine deutsche Politikwissenschaftlerin und Buchautorin. Ihre Expertise liegt in den Bereichen Parlamente, Demokratie und Staatstätigkeitsforschung mit Schwerpunkt auf der digitalen Transformation. 
Nach einem politikwissenschaftlichen Studium war Schwanholz ab 2008 als wissenschaftliche Mitarbeiterin an der Georg-August-Universität Göttingen tätig und wurde dort 2014  zur Dr. disc. pol. promoviert Sie arbeitet als Akademische Rätin und Dozentin am Institut für Politikwissenschaft der Universität Duisburg-Essen. An den Universitäten Gießen, Kassel und Duisburg-Essen war sie zudem auch als Vertretungsprofessorin tätig. Als Gastwissenschaftlerin hielt sie sich darüber hinaus auch an der University of Melbourne, Monash University in Melbourne, der Queensland University of Technology in Brisbane, der Sciences Po in Paris, der Universität Groningen, der Universität Lund und am Alexander von Humboldt-Institut für Internet und Gesellschaft in Berlin auf.
Seit 2022 ist sie mit Boris Pistorius liiert und heiratete ihn im Dezember 2023. Sie ist seit 2017 Mitglied der SPD. Sie betreibt den Podcast Politischer Pausen Podcast.

## Bücher (Auswahl)
Als Autorin:
- Parlamentsmacht in der Finanzmarkt- und Wirtschaftskrise: Die Einführung von Konjunkturprogrammen in Deutschland, Großbritannien und Schweden. Nomos, Baden-Baden 2015.

Als Mit-Herausgeberin:
- Mit Todd Graham und Peter-Tobias Stoll: Managing Democracy in the Digital Age: Internet Regulation, Social Media Use, and Online Civic Engagement. Springer, Cham 2018.
- Mit Patrick Theiner: Die politische Architektur deutscher Parlamente: Von Häusern, Schlössern und Palästen. Springer VS, Wiesbaden 2020.
- Mit Martin Florack und Karl-Rudolf Korte: Coronakratie: Demokratisches Regieren in Ausnahmezeiten. Campus Verlag, Frankfurt am Main 2021.
- Mit Holger Janusch, Witold Mucha, Alexander Reichwein und Daniel Lorberg: Turning Points: Challenges for Western Democracies in the 21st Century. De Gruyter, Berlin 2024.

## Belege
1. ↑  Georg-August-Universität Göttingen - Öffentlichkeitsarbeit: Julia Schwanholz - Georg-August-University Göttingen. Abgerufen am 3. Februar 2024.
2. ↑  Boris Pistorius: Der SPD-Bundesverteidigungsminister hat wieder geheiratet. In: Der Spiegel. 2. Februar 2024, ISSN 2195-1349 (spiegel.de [abgerufen am 3. Februar 2024]).
3. ↑  Hochzeit zwischen den Jahren: Verteidigungsminister Pistorius hat geheiratet. In: tagesspiegel.de. 2. Februar 2024, abgerufen am 4. Februar 2024.

| Personendaten    | Personendaten                                     |
| ---------------- | ------------------------------------------------- |
| NAME             | Schwanholz, Julia                                 |
| KURZBESCHREIBUNG | deutsche Politikwissenschaftlerin und Buchautorin |
| GEBURTSDATUM     | 1981                                              |